# にっぽん愉快家族
にっぽん愉快家族（にっぽんゆかいかぞく）は、ものまねタレント・コロッケと歌手・華原朋美が司会を務めた、NHK総合テレビ（デジタル総合テレビ除く）のバラエティ番組。
2002年4月7日に毎週日曜日昼枠（13:00～13:44）にて番組スタート。海外向けのNHKワールド･プレミアムでも放送。年数回地域によりローカル番組、あるいは『どんとこい民謡』→『それいけ!民謡うた祭り』（月1回程度）等を放送する場合があった。
2005年3月20日の放送をもって番組終了。次番組にはこの番組の直後に放送されていた「笑いがいちばん」が繰り上がる形で放送されている。

## 概要
全国各地を訪ね、その地域に暮らす愉快で楽しい人々や、びっくりするようなモノを、さまざまな形で紹介し、会場ぐるみで家族自慢・ふるさと自慢いっぱいのステージショーを繰り広げた、公開収録視聴者参加番組。この流れは「ふるさと愉快亭　小朝が参りました」以来この枠で受け継がれてきたが、当番組を以て終了した。

## コーナー
- あなたもコロッケ!マネ×2バトル（ゾクゾク!愉快族）
- コロッケのコーナー
- ここスゴ
- 家族コーナー
- 出演ゲストの歌

## 準レギュラー
- アメリカザリガニ
- ドランクドラゴン
- ますだおかだ
- ハリガネロック
- ホーム・チーム
- ルート33

## 出演ゲスト
- 北島三郎
- 美川憲一
- 氷川きよし
- 布施明
- 森進一
- 細川たかし
- 志村けん
- 加藤茶
- 研ナオコ
- 野口五郎
- 西城秀樹
- 小林幸子
- 島倉千代子
- 由紀さおり・安田祥子
- 八代亜紀
- 川中美幸
- 香西かおり
- 藤あや子
- 伍代夏子
- 田川寿美
- 石原詢子
- 森口博子
- 松本明子
- 渡辺真知子
- KABA.ちゃん
- 原口あきまさ
- はなわ
- ゆうぞう
- 林家こぶ平
- パンチ佐藤
- マギー審司

など

## デビュー前に出演した芸人
- アントキの猪木
- 木村晃健
- 早川伸吾

## エンディングテーマソング
- 「明日を信じて」華原朋美
- 「未来色の星屑」華原朋美
- 「ありがとね!」朋ちゃん&コロッケ
- 「あなたがいれば」華原朋美